# براآن (اصفهان)
براآن یا براهان، حومه مرکزی و جنوب شرقی شهرستان اصفهان می‌باشد. «براآن» از دشت‌های حاصلخیز شرق اصفهان است که رودخانه زاینده رود با عبور از میان این سرزمین، آن را به دو بخش شمالی و جنوبی جدا کرده‌است.
براآن اصفهان دشتی پهناور و مسطح و با «آب فراوان» و منتهی به بیابان‌های خشک پیرامون بوده‌است که جذابیت ویژه خود را از آبادی زمین‌های کشاورزی‌اش کسب می‌کرده‌است و آب طبیعی زاینده‌رود متعلق به کشاورزان آن سرزمین بوده‌است. زمین‌های بایر اطراف روستاها گسترده بوده و تمام دشت براآن در بیرون از محدودهٔ زمین‌های کشاورزی، به زمین‌های خشک و بیابانی انجامیده می‌شود. آب فراوان، نیزار و باتلاق‌های فراوانی به‌طور ویژه و خاص در این دشت تاریخی به دلیل همسایگی و نزدیکی‌اش با زاینده‌رود وجود داشته‌است. حوضه سنتی آبریز زاینده‌رود از لنجان علیا آغاز و تا مزارع بن رود در اطراف تالاب گاوخونی ختم می‌شده‌است.
در این دشت بزرگ، که در دو سوی زنده رود واقع‌شده بوده‌است بیشتر غله کاری انجام می‌شده. روستاهایی که از کاریز نیز برخوردار بودند صیفی‌کاری نیز، می‌کرده‌اند، و هندوانه و پنبه و جوذق نیز کاشته می‌شده‌است. آب رودخانه برای کشت برنج و آبیاری باغها، صیفی‌کاری و … استفاده می‌شد، و در پاییز برای کشت گندم و جو به سمت مزارع می‌رفت. بارش‌های فصلی و هرزآبه‌های زمین‌های بالادستی نیز از طریق رودخانه به سمت مزارع رودشت ورزنه جاری می‌شده‌است.
در فراز روزگار کشاورزی در این سرزمین افزون بر گندم‌کاری، صیفی‌جات و چغندر قند نیز در حد فراوانی تولید می‌کردند. در براآن اصفهان هر مادی پس از گذر کردن از آبادی یا مزارع گوناگون به یک تالاب یا خندق ختم می‌شد که این جایگاه‌های پرآب کوچک زیستگاه ماهیان، پرندگان و جوندگان بوده‌است و از سوی دیگر روباه و شغال‌ها نیز افزون بر زندگی و شکار جوندگان در مزارع کشاورزی، در گوشه و کنار این تالاب‌ها مشاهده می‌شده‌اند.
علاوه بر کشاورزی در روستاهای براآن کشاورزان همواره تعدادی دام سبک یا سنگین داشتند، گله‌های گسترده گوسفند و بز در این دشت هستی یافته بوده‌است.
بسیاری از روستاهای منطقه براآن دارای کاریز بوده‌است که به آنها روستاهای «قنات آب» نیز می‌گفته‌اند.

## محصولات
براآن سرزمین ویژه و ایده‌آلی برای کشاورزی بوده‌است و محصول فراوان آن غلات و فراورده‌های باغی می‌بوده‌است. محصول «برنج» ازجمله محصولات اصلی براآن اصفهان بوده‌است؛ و دامداری نیز در آنجا رواج داشته‌است.

## ویژگی
تمام دشت براآن در خارج از محدوده زمین‌های کشاورزی به زمین‌های خشک و بیابانی منتهی می‌شود. براآن اصفهان تا قبل از خشک شدن زاینده رود، یکی از مهم‌ترین کانون‌های کشت و زرع ایران زمین محسوب می‌شد. براآن اصفهان دشتی وسیع و مسطح است که جذابیت خود را از آبادی زمین‌های کشاورزی و با آب فراوان اش کسب می‌کرده‌است و برداشت محصول در براآن عالی بوده‌است. اما به دلیل کاهش بارندگی و کم شدن آب زنده رود و با خشک‌سالی و خشک شدن زاینده رود به تدریج شخم، گاوآهن، گاوچاه و … به کنار رفت.
خشکی زاینده‌رود موجب شد ژرفای آب چاه‌های حفاری بیشتر شود که آب حاصل نیز دارای املاح زیاد شده و ورود آن به خاک، خاک براآن اصفهان را ویران نمود. هنگامی که آب چندانی در رودخانه برای زراعت نبود، محصولی نیز کشت نشد، و ازآنجایی‌که در دورتادور براآن اصفهان محیطی بیابانی در اطراف مزارع وجود داشت درنتیجه در خشک‌سالی عظیم با نابودی زراعت، خاک و شن کویر، بیشتر هم وارد مزارع شد.
در روستاهای براآن، کشاورزان همواره شماری دام سبک یا سنگین داشتند، وانگهی با خشک‌سالی و نابودی زراعت گله‌های گوسفند و بز نیز از بین رفتند.

## دهستان براآن شمالیودهستان براآن جنوبی
دهستان‌های براآن شمالی و جنوبی که دارای روستاهای زیادی هستند، در زیر مجموعه بخش مرکزی شهرستان اصفهان قرار دارند.
دهستان براآن شمالی بر اساس سرشماری مرکز آمار ایران در سال ۱۳۸۵، جمعیت آن ۱۹۵۲۱ نفر (۴۷۶۱ خانوار) بوده‌است.
محدوده براآن شمالی از سرزمین جی آغاز و پایان آن دشت جلگه است. براآن شمالی به مرکزیت روستای «دَستجاء» دست‌کم ۲۹ آبادی در زیرمجموعه خود دارا است. در براآن شمالی بیش از ۱۰ مادی وجود داشت که از پرآوازه‌ترین آن می‌توان به کاج، شور دز، حسین‌آباد، اشکشان، مُنشیان، دولاب و … اشاره کرد. اسپارت اصفهان، روستایی از توابع براآن شمالی است.
دهستان براآن جنوبی در مسیر جادهٔ اصفهان-ورزنه واقع شده‌است. براساس سرشماری مرکز آمار ایران در سال ۱۳۸۵، جمعیت آن ۱۵٬۲۱۰ نفر (۴٬۰۴۸ خانوار) بوده‌است.
روران به عنوان پرجمعیت‌ترین روستای دهستان براآن جنوبی شناخته شده‌است.
در براآن از «گاوهای نر سیستانی» برای آبکشی استفاده می‌کردند که به «گاو چاه» شهرت داشتند.